# Sugar Bowl 2019
Match précédent Match suivant
Le Sugar Bowl 2019 est un match de football américain de niveau universitaire joué après la saison régulière de 2018, le 1er janvier 2019 au Mercedes-Benz Superdome de La Nouvelle-Orléans dans l'État de la Louisiane aux États-Unis. 
Il s'agit de la 85e édition du Sugar Bowl.
Le match met en présence l'équipe des Longhorns du Texas issue de la Big 12 Conference et l'équipe des Bulldogs de la Géorgie issue de la Southeastern Conference.
Il débute à 14 h 45, heure locale et est retransmis à la télévision par ESPN.
Sponsorisé par la société d'assurance Allstate, le match est officiellement dénommé le Allstate Sugar Bowl 2019. 
Texas gagne le match sur le score de 28 à 21.

## Présentation du match
| Équipes                                                                                               | Conférences | Entraîneurs     | Stats. saison rég. | Classements avant le bowl CFP-AP-Coaches |
| --- | ----------- | --------------- | ------------------ | ---------------------------------------- |
| Longhorns du Texas                                                                                    | Big 12      | Tom Herman (en) | 9 - 4              | no 15 - no 14 - no 14                    |
| Bulldogs de la Géorgie                                                                                | SEC         | Kirby Smart     | 11-2               | no 5 - no 6 - no 6                       |
| Arbitre : Mike Mothershed (Pac-12) Équipe donnée favorite par les bookmakers : Georgia par 11 points. |             |                 |                    |                                          |

Il s'agit de la 5e première rencontre entre ces deux équipes, Texas menant les statistiques avec 3 victoires contre 1 pour Georgia ;
| Saison | Date              | Vainqueur | Score   | Perdant | Compétition      |
| ------ | ----------------- | --------- | ------- | ------- | ---------------- |
| 1983   | 2 janvier 1984    | Georgia   | 10 - 09 | Texas   | Cotton Bowl      |
| 1958   | 20 septembre 1958 | Texas     | 13 - 08 | Georgia | Saison régulière |
| 1957   | 21 septembre 1957 | Texas     | 26 - 07 | Georgia | Saison régulière |
| 1948   | 1er janvier 1949  | Texas     | 41 - 28 | Georgia | Orange Bowl      |

### Longhorns du Texas
Avec un bilan global en saison régulière de 9 victoires et 4 défaites (7-2 en matchs de conférence), Texas est éligible et accepte l'invitation pour participer au Sugar Bowl de 2019.
Ils terminent 2e de la Big 12 Conference derrière Oklahoma. Les Sooners étant qualifiés pour le CFP, ce sont les Longhorns (battus en finale de conférence par les Sooners) qui sont invités pour jouer le Sugar Bowl.
À l'issue de la saison 2018 (bowl non compris), ils seront classés # 16 au classement CFP et #  15 aux classements AP et Coaches.
À  l'issue de la saison 2018 (bowl compris), ils seront classés # 9 aux classements AP et Coaches, le classement CFP n'étant pas republié après les bowls.
Il s'agit de leur 4e participation au Sugar Bowl : 
| Dates            | Saisons | Adversaires                  | Scores  | Résultats |
| ---------------- | ------- | ---------------------------- | ------- | --------- |
| 1er janvier 1948 | 1947    | #6 Crimson Tide de l'Alabama | 27 - 07 | V : 1 - 0 |
| 1er janvier 1958 | 1957    | #11 Rebels d'Ole Miss        | 70 - 39 | D : 1 - 1 |
| 2 janvier 2006   | 2005    | #13 Hokies de Virgina Tech   | 10 - 28 | D : 1 - 2 |

### Bulldogs de la Géorgie
Avec un bilan global en saison régulière de 11 victoires et 3 défaites (7-1 en matchs de conférence), Georgia est éligible et accepte l'invitation pour participer au Sugar Bowl de 2019, l'équipe d'Alabama étant qualifiée pour le CFP.
Ils terminent 1er de la East Division de la Southeastern Conference et perdent la finale de conférence contra Alabama.
À l'issue de la saison 2018 (bowl non compris), ils seront classés # 5 au classement CFP et # 6 aux classements AP et Coaches.
À  l'issue de la saison 2018 (bowl compris), ils seront classés # 7 au classement AP et # 8 au classement Coaches, le classement CFP n'étant pas republié après les bowls.
Il s'agit de leur 10e participation au Sugar Bowl :
| Dates            | Saisons | Adversaires                                 | Scores  | Résultats |
| ---------------- | ------- | ------------------------------------------- | ------- | --------- |
| 1er janvier 1947 | 1946    | #9 Tar Heels de la Caroline du Nord         | 20 - 10 | V : 1 - 0 |
| 1er janvier 1969 | 1968    | #9 Razorbacks de l'Arkansas                 | 16 - 02 | D : 1 - 1 |
| 1er janvier 1977 | 1978    | #1 Panthers de Pittsburgh                   | 27 - 03 | D : 1 - 2 |
| 1er janvier 1981 | 1980    | #7 Fighting Irish de Notre Dame             | 17 - 10 | V : 2 - 2 |
| 1er janvier 1982 | 1951    | #10 Panthers de Pittsburgh                  | 24 - 20 | D : 2 - 3 |
| 1er janvier 1983 | 1982    | #2 Nittany Lions de Penn State              | 27 - 23 | D : 2 - 4 |
| 1er janvier 2003 | 2002    | #16 Seminoles de Florida State              | 26 - 13 | V : 3 - 4 |
| 2 janvier 2006   | 2005    | #11 Mountaineers de la Virginie-Occidentale | 38 - 35 | D : 2 - 5 |
| 1er janvier 2008 | 2007    | #10 Rainbow Warriors d'Hawaï                | 41 - 10 | V : 4 - 5 |

## Résumé du match
Début du match à 19 h 51, fin à 23 h 19 pour une durée totale de jeu de 3 h 28 min, stade fermé.
| QT            | Temps         | Drive         | Drive         | Drive         | Équipe        | Description de l'action | Score | Score |
| ------------- | ------------- | ------------- | ------------- | ------------- | ------------- | --- | ----- | ----- |
| QT            | Temps         | Jeux          | Yards         | TDP           | Équipe        | Description de l'action | TEX   | UGA   |
| 1             | 10:35         | 10            | 75            | 04:25         | TEX           | TD à la suite d'une course de 2 yards par QB Sam Ehlinger + 1 point de conversion par K Cameron Dicker                                     | 7     | 0     |
| 1             | 06:05         | 4             | 6             | 01:29         | TEX           | FG de 37 yards par K Cameron Dicker | 10    | 0     |
| 2             | 14:53         | 3             | 12            | 00:59         | TEX           | TD à la suite d'une course de 9 yards par QB Sam Ehlinger + 1 point de conversion par K Cameron Dicker                                     | 17    | 0     |
| 2             | 09:03         | 12            | 75            | 05:50         | UGA           | TD de 17 yards par RB Brian Herrien à la suite d'une réception de passe de QB Jake Fromm + 1 point de conversion par K Rodrigo Blankenship | 17    | 7     |
| 2             | 04:37         | 11            | 62            | 04:26         | TEX           | FG de 30 yards par K Cameron Dicker | 20    | 7     |
| 4             | 11:49         | 14            | 70            | 05:37         | TEX           | TD à la suite d'une course de 1 yard par QB Sam Ehlinger + 2 points de conversion à la passe                                               | 28    | 7     |
| 4             | 10:25         | 6             | 67            | 01:15         | UGA           | TD de 3 yards par WR Mecole Hardman à la suite d'une réception de passe de QB Jake Fromm+ 1 point de conversion par K Rodrigo Blankenship  | 28    | 14    |
| 4             | 00:14         | 5             | 72            | 00:56         | UGA           | TD de 5 yards par RB D'Andre Swift à la suite d'une réception de passe de QB Jake Fromm + 1 point de conversion par K Rodrigo Blankenship  | 28    | 21    |
| Score final : | Score final : | Score final : | Score final : | Score final : | Score final : | Score final : | 28    | 21    |

## Statistiques
| Nom          | Équipe             | Poste |
| ------------ | ------------------ | ----- |
| Sam Ehlinger | Longhorns du Texas | QB    |

| Statistiques                           | TEX                                                   | UGA                                                  |
| -------------------------------------- | ----------------------------------------------------- | ---------------------------------------------------- |
| 1er down                               | 20                                                    | 20                                                   |
| 1er down à la course                   | 10                                                    | 6                                                    |
| 1er down à la passe                    | 10                                                    | 12                                                   |
| 1er down suite pénalité                | 0                                                     | 2                                                    |
| Conversion de 3e down                  | 9/19                                                  | 6/19                                                 |
| Conversion de 4e down                  | 2/2                                                   | 0/1                                                  |
| Jeux–yards                             | 77 jeux pour 355 yards                                | 65jeux pour 296 yards                                |
| Yards à la course                      | 49 courses pour 178 yards moyenne de 3,6 yards/course | 30 courses pour 72 yards moyenne de 2,4 yards/course |
| Yards à la passe                       | 198                                                   | 108                                                  |
| Passes : Réussies-Tentées-Interceptées | 20/28 passes complétées, 0 interception               | 21/35 passes complétées, 1 interception              |
| Réussite en zone rouge/chances         | 4/4                                                   | 3/3                                                  |
| TD                                     | 3                                                     | 3                                                    |
| Field Goals                            | 2/3                                                   | 0/0                                                  |
| Sacks (Nombre-Yards)                   | 2 pour 13 yards adverses perdus                       | 2 pour 11 yards adverses perdus                      |
| Fumbles (Nombre/Perdus)                | 1/0                                                   | 2/1                                                  |
| Pénalités (Nombre/Yards perdus)        | 6 pour 60 yards perdus                                | 3 pour 49 yards perdus                               |
| Temps de possession                    | 35:00                                                 | 25:00                                                |

| TEX | Quarterback       | Sam Ehlinger   | 19/27 passes complétées, 169 yards, 0 interception, 0 TD, 2 sacks subis |
| TEX | Meilleur coureur  | Tre Watson     | 18 courses pour 91 yards nets gagnés, 0 TD, moyenne de 5,1 yards/course |
| TEX | Meilleur receveur | Lil'J Humphrey | 7 réceptions pour 67 yards gagnés, 0 TD                                 |
| TEX | Meilleur tackler  | Joseph Ossai   | 8 tacles dont 5 en solo                                                 |
| UGA | Quarterback       | Jake Fromm     | 21/35 passes complétées, 224 yards, 1 interception, 0 TD, 2 sacks subis |
| UGA | Meilleur coureur  | E. Holyfield   | 12 courses pour 62 yards nets gagnés, 0 TD, moyenne de 5,2 yards/course |
| UGA | Meilleur receveur | Riley Ridley   | 5 réceptions pour 61 yards gagnés, 0 TD                                 |
| UGA | Meilleur tackler  | J.R. Reed      | 8 tacles dont 4 en solo                                                 |